# Inre Dammiträsket
Inre Dammiträsket är en sjö i Överkalix kommun i Norrbotten och ingår i Kalixälvens huvudavrinningsområde. Sjön har en area på 0,114 kvadratkilometer och ligger 85,3 meter över havet.

## Delavrinningsområde
Inre Dammiträsket ingår i det delavrinningsområde (740570-179883) som SMHI kallar för Ovan 739904-179987. Medelhöjden är 152 meter över havet och ytan är 50,87 kvadratkilometer. Det finns inga avrinningsområden uppströms utan avrinningsområdet är högsta punkten. Kugerbäcken som avvattnar avrinningsområdet har biflödesordning 3, vilket innebär att vattnet flödar genom totalt 3 vattendrag innan det når havet efter 101 kilometer. Avrinningsområdet består mestadels av skog (90 procent). Avrinningsområdet har 0,11 kvadratkilometer vattenytor vilket ger det en sjöprocent på 0,2 procent.